# بوخ این تیرول
بوخ این تیرول (به آلمانی: Buch in Tirol) یک منطقهٔ مسکونی در اتریش است که در شواس واقع شده‌است. بوخ این تیرول ۹٫۴۹ کیلومتر مربع مساحت دارد ۵۴۵ متر بالاتر از سطح دریا واقع شده‌است.